# Xã Odessa, Quận Big Stone, Minnesota
Xã Odessa (tiếng Anh: Odessa Township) là một xã thuộc quận Big Stone, tiểu bang Minnesota, Hoa Kỳ. Năm 2010, dân số của xã này là 132 người.